# هيكتور رودريغيز كاسترو
هيكتور رودريغيز كاسترو هو محامي وسياسي فنزويلي، ولد في 26 مارس 1982 في Río Chico, Venezuela ‏ في فنزويلا. نشط حزبياً في الحزب الاشتراكي الموحد الفنزويلي. وقد انتخب عضو الجمعية الوطنية في فنزويلا ‏.